# Diocesi di Gionopoli
La diocesi di Gionopoli (in latino: Dioecesis Ionopolitana) è una sede soppressa del patriarcato di Costantinopoli e una sede titolare della Chiesa cattolica.

## Storia
Gionopoli, identificabile con İnebolu nell'odierna Turchia, è un'antica sede vescovile della provincia romana della Paflagonia nella diocesi civile del Ponto. Faceva parte del patriarcato di Costantinopoli ed era suffraganea dell'arcidiocesi di Gangra. La sede è documentata nelle Notitiae Episcopatuum del patriarcato fino al XII secolo.
Diversi sono i vescovi documentati di questa antica sede episcopale bizantina. Il primo è Petronio, che prese parte al concilio ecumenico celebrato a Nicea nel 325. Diogene fu tra i padri del concilio di Efeso del 431 e Reno di quello di Calcedonia del 451. Tra i vescovi della Paflagonia, menzionati nell'intestazione della lettera inviata nel 458 all'imperatore Leone dopo l'uccisione di Proterio di Alessandria, figura anche il vescovo Hypedius, termine che Le Quien interpreta come Hyperius, mentre Schwartz come Hyperechius; questo vescovo, la cui sede di appartenenza non è indicata, sottoscrisse la medesima lettera tramite Saturnillo di Amastri. Hypedius dovrebbe essere vescovo o di Gionopoli o di Dadibra, le uniche sedi della Paflagonia i cui vescovi non sottoscrissero esplicitamente la lettera all'imperatore Leone.
Giorgio intervenne al concilio di Costantinopoli nel 680 e al concilio in Trullo nel 692. Eraclio assistette al secondo concilio di Nicea nel 787. Antes partecipò al concilio dell'869-870 che condannò il patriarca Fozio, mentre Gregorio fu presente a quello che dieci anni dopo lo riabilitò. Tre vescovi, un anonimo nel X secolo, Giovanni e Niceta nell'XI secolo, sono documentati dai loro sigilli vescovili.
Dal XVIII secolo Gionopoli è annoverata tra le sedi vescovili titolari della Chiesa cattolica; la sede è vacante dal 12 agosto 1966. Il suo ultimo titolare è stato Hubert Joseph Paulissen, già vescovo di Kumasi in Ghana.

## Cronotassi

### Vescovi greci
- Petronio † (menzionato nel 325)
- Diogene † (menzionato nel 431)
- Reno † (menzionato nel 451)
- Hypedius (Iperio o Iperechio) ? † (menzionato nel 458)
- Giorgio † (prima del 680 - dopo il 692)
- Eraclio † (menzionato nel 787)
- Antes † (menzionato nell'869)
- Gregorio † (menzionato nell'879)
- Anonimo † (X secolo)
- Giovanni † (XI secolo)
- Niceta † (XI secolo)

### Vescovi titolari
- Wilhelm Hermann Ignaz Ferdinand von Wolf-Metternich zu Gracht † (16 settembre 1720 - 28 ottobre 1722 deceduto)
- Jan Karski † (29 luglio 1771 - prima del 7 maggio 1785 deceduto)
- Ferdinando Corbi † (30 settembre 1833 - 1847 deceduto[11])
- Wincenty Lipski † (18 settembre 1856 - 13 dicembre 1875 deceduto)
- James Gibbons † (29 maggio 1877 - 3 ottobre 1877 succeduto arcivescovo di Baltimora)
- Francis Xavier Leray † (26 settembre 1879 - 27 dicembre 1883 succeduto arcivescovo di New Orleans)
- Giacomo Daddi † (24 marzo 1884 - 1897 deceduto)
- Andrea Cassato † (24 marzo 1898 - 1º maggio 1913 deceduto)
- Henri Doulcet, C.P. † (3 giugno 1913 - 17 marzo 1914 nominato arcivescovo titolare di Doclea)
- Joseph John Fox † (7 novembre 1914 - 14 marzo 1915 deceduto)
- Nicolás Gonzalez Pérez, C.M.F. † (24 agosto 1918 - 23 marzo 1935 deceduto)
- Eugène-Louis-Marie Le Fer de la Motte † (8 luglio 1935 - 20 luglio 1936 deceduto)
- Johann Baptist Dietz † (25 luglio 1936 - 10 aprile 1939 succeduto vescovo di Fulda)
- Maurice-Auguste-Eugène Foin † (10 giugno 1939 - 10 luglio 1948 deceduto)
- Hubert Joseph Paulissen, S.M.A. † (15 novembre 1951 - 12 agosto 1966 deceduto)